# Лагуна-де-Котакотані
Лагуна-де-Котакотані (ісп. Laguna de Cotacotani) — озеро або група озер, розташоване на андійському плато Альтіплано в комуні Путре провінції Парінакота регіону Аріка і Парінакота, Чилі. Воно знаходиться за 4 кілометри на північний захід від озера Чунґара. Будучи одним з найвищих у світі, воно оточене засніженими вершинами, такими як подвійний вулкан Паячата, складений з вулканів Парінакота і Померапе, а також вулканами Невадо-Сахама і Ґуаятірі. Озеро розташовано в Національному парку Лаука.
Озеро Котакотані відокремлене вулканічними скелями від озера Чунґара і отримує води цього озера через підземний стік, проте головними притоками озера є річки Бенедікто-Моралес і Ель-Енкуентро. Головна характеристика озера — велике число лавових островів і острівців, утворених активним вулканізмом цієї зони. Поверхня озера становить 6000 м², а об'єм 30-40 млн м3. Води з озера впадають, через річку Лаука, в озеро Койпаса в Болівії.
Поряд з озером знаходиться серія болотистих ділянок, з яких виділяється Бофедаль-де-Парінакота. Озеро має багату фауну, з більш ніж 130 видами тварин (особливо птахів), з яких можна виділити таких фламінго і качок.